# جنگ استقلال دومینیکن از هائیتی
جنگ استقلال دومینیکن از هائیتی (انگلیسی: Dominican War of Independence) در ۲۷ فوریه سال ۱۸۴۴، خودمختاری جمهوری دومینیکن از هائیتی را به ارمغان آورد. قبل از جنگ، جزیره هیسپانیولا به مدت ۲۲ سال تحت حکومت هائیتی بود، ولی در سال ۱۸۲۲ این کشور تازه به استقلال رسیده که بعدها نامش جمهوری اسپانیایی هائیتی شد، توسط هائیتی مورد تجاوز قرار گرفت.
هائیتی قبلاً به عنوان مستعمره سانتو دومینگو شناخته می‌شد؛ ولی با سرنگونی اسپانیا در سال۱۸۲۱ مستقل شد. در آن زمان، هائیتی از لحاظ اقتصادی و نظامی قدرتمند بود و جمعیتی ۸ تا ۱۰ برابر بیشتر از زمانی داشت که مستعمره اسپانیا بود. در چنین شرایطی افسران نظامی دومینیکن تصمیم گرفتند تا کشورشان را به هائیتی ضمیمه کنند، چرا که آنها خواهان ثباتی سیاسی تحت حاکمیت ژان پیر بوئر، رئیس جمهور هائیتی بودند. با توجه به سوء مدیریت در حکومت هائیتی، اختلافات نظامی و بحران اقتصادی، این حکومت پایگاه مردمی اش را از دست داد و مردم دومینیکن تصمیم گرفتند بدون هیچ گونه مصالحه ای، دولت حاکم را سرنگون کنند.

## پیشینه
در آغاز دهه ۱۸۰۰، مستعمره سانتو دومینگو، که مقر سرفرماندهی اسپانیا در دنیای جدید بود، در ضعیف‌ترین وضعیت خود قرار داشت. اسپانیا در این دوره برای حفظ کنترل قاره آمریکا درگیر جنگ شبه جزیره ای اروپا و سایر جنگ‌ها بود. از آنجا که اسپانیا در بخش‌های گسترده‌ای از جهان منافع خود را داشت به مستعمره سانتو دومینگو چندان اعتنایی نکرد.

### استقلال اول

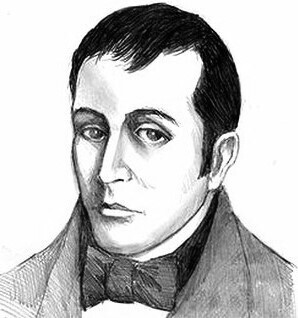
خوزه نونز دوکسرز.

در دهه‌های ۱۸۰۰، پادشاهی اسپانیا در مستعمره سانتو دومینگو نفوذ نداشت. برخی از دامداران ثروتمند به رهبران تبدیل شده بودند و قصد داشتند کنترل و نظم را در جنوب شرقی مستعمره که قانون «ماشیت» اعمال می‌شد را برقرار کنند. در ۹ نوامبر سال ۱۸۲۱ فرمانده مستعمره خوزه نونز د کاسرز تحت تأثیر انقلابی که در اطرافش جاری شده بود قرار گرفت و قصد کرد که پادشاهی اسپانیا را سرنگون کند و استقلال مستعمره سانتو دومینگو از اسپانیا را اعلام کرد.

### متحدسازی اسپانیایی‌ها (۱۸۲۲–۱۸۴۴)

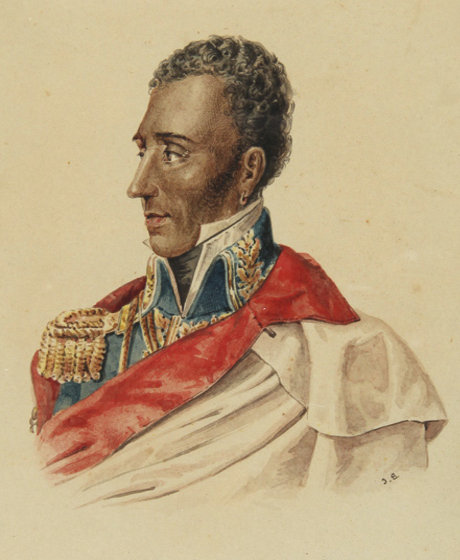
[رئیس جمهور ژان پیر بوئر هائیتی

گروهی از سیاستمداران دومینیکن و افسران ارتش ابراز علاقه کرده بودند که در کل یک جزیره را متحد کنند، در حالی که آنها به دنبال ثبات و پشتیبانی سیاسی و حمایتی از طریق هائیتی بودند که در آن زمان هنوز هم به عنوان داشتن ثروت و قدرت فراوانی دیده می‌شد هائیتی تا کنون ثروتمندترین کلنی در نیمکره غربی بوده و به عنوان «مروارید آنتیل» شناخته شده‌است.
رئیس جمهور هائیتی ژان پیرو بویر سومین عملیات نظامی دومینیکن را انجام داد؛ این یکی با مقاومت مخالف بود، بخشی از آن به دلیل تجربیات تهاجم قبلی و به خاطر قدرت نظامی غول پیکر هائیتی در آن زمان بود. جمعیت هائیتی در مقایسه با جمعیت دومینیکن در سال ۱۸۲۲ نسبت به ۸: ۱ بود.
در ۹ فوریه سال ۱۸۲۲، بوئر به طور رسمی وارد پایتخت [سانتو دومینگو] شد، جایی که او توسط نونز استقبال شد و به کلیسای کاخ رسید. پس از آن بویر اعلام کرد: «من به این شهر به عنوان یک فاتح وارد نشده‌ام، بلکه بر اساس خواست شهروندان آن وارد شدم.» بنابراین این جزیره از «کیپ تیبورون تا کیپ سامانا در اختیار یک دولت» بود.
در نهایت دولت هائیتی در سراسر کشور نزد مردم دومینیکن بسیار غیرقابل قبول شد. مردم دومینیکن به طور فزاینده ای با مدیریت ضعیف هائیتی و بی کفایتی و مالیات سنگین که به طرف آنها تحمیل شد، مواجه بودند. کشور پس از اینکه مجبور به پرداخت غرامت عظیم به فرانسه شد، با بحران شدید اقتصادی مواجه شد.

## مقاومت

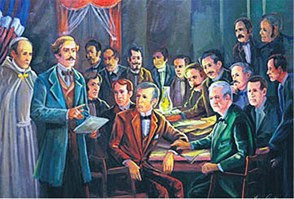
مجمع مقاومت.

در سال ۱۸۳۸ خوان پابلو دوارت، ناسیونالیست تحصیل کرده، یک جنبش مقاومت به نام "لا ترنیتاریا" ("ترینیتی") را با ماتیاس رامون ملا و فرانسیسکو دل روساریو سانچز تأسیس کرد. ۹ عضو اصلی این جنبش خود را به تیم‌های سه نفره سازماندهی کرده بودند. این تیم‌ها به منظور به حداقل رساندن امکان شناسایی توسط مقامات هائیتی. سازمان‌های جداگانه ای را تشکیل دادند که سری بودند و با هم تماس مستقیم نداشتند.
در سال ۱۸۴۳ انقلاب به یک موفقیت دست یافت: آنها در همکاری با حزب لیبرال هائیتی رئیس جمهور ژان پیر بویر را سرنگون کردند. بعد از سرنگونی، چارلز - ریویر هرارد جانشین ژان پیر بویر، نگران از جنبش مقاومت ' تعدادی از اعضای جنبش را دستگیر کرد و پابلو دوارت را هم مجبور کرد که جزیره را ترک کند. دوارت بعد از ترک جزیره در کلمبیا و ونزوئلا بدنبال حمایت گشت ولی موفق نشد.
در دسامبر سال ۱۸۴۳ شورشیان از دوارت خواستند که بازگردد چونکه می‌خواستند وارد عمل شوند. دوارتی به دلیل بیماری نتوانست به دومینیکن بازگردد، شورشیان تصمیم گرفتند با رهبری فرانسیسکو دل روساریو سانچز، رامون ماتاس ملا و پدرو سانتانا، یک دامدار ثروتمند که ارتش خصوصی داشت دست به اقدام بزنند..

## جنگ استقلال

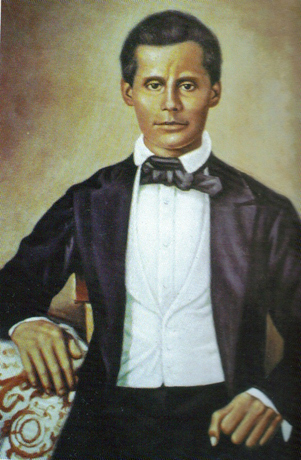
یکی از دومینیکنی‌ها در جنگ استقلال

در ۲۷ فوریه ۱۸۴۴، شورشیان قلعه «اوزاما» در پایتخت را تصرف کردند. در عرض دو روز تمامی افسران هائیتی سانتو دومینگو را ترک کردند. مللا، رهبری موقت جمهوری دومینیکن را بدست گرفت. در ۱۴ مارس دوارت بعد از بهبودی به دومینیکن بازگشت. چارلز ریویر هرارد فرمانده نیروهای دومینیکن سه ستون نیرو که در مجموع به ۳۰ هزار نفر می‌رسید را برای سرکوبی قیام دومینیکن اعزام کرد. در تاریخ ۱۹ مارس در جنوب، نیروهای هارارد توسط نیروهای دومینیکن تحت رهبری پدرو سانتانا متوقف شدند. در شمال، ژنرال ژان لوئیس پیروت و ۱۵٬۰۰۰ نیروی هائیتی توسط یک نیروی تحت فرماندهی خوزه ماریا ایمبرت دفع شدند.
در ۱۷ ژوئن ۱۸۴۵، دومینیکنی‌ها، فقط کمی بیش از یک سال پس از کسب استقلال از هائیتی، دو شهر در مرکز پلاتو را تصرف کردند و در کاچیمان یک پایگاه ساختند. ژان لوئیس پریرو، رئیس جمهور هائیتی، به سرعت ارتش خود را بسیج کرد و در ۲۲ ژوئیه دست به ضد حمله زد و نیروی مهاجم را عقب راند. در اولین اقدام مهم دریایی میان رقبای اسپانیایی، در تاریخ ۲۱ دسامبر، یک اسکادران دومینیکن سه کشتی جنگی کوچک متعلق به هائیتی را به غنیمت گرفت و ۱۴۹ سرباز نیروی دریایی پورتو پلاتا را به اسارت درآورد.
در ۹ مارس ۱۸۴۹، فوستین سولوک رئیس جمهور هائیتی ۱۰٬۰۰۰ سرباز را برای حمله به جمهوری دومینیکن اعزام کرد. ژنرال سانتانا اهل دومینیکن ۶۰۰۰ سرباز را سازماندهی کرد و با کمک چند قایق تفنگدار، به مهاجمان هائیتی در النومرو و لاس کارراس تهاجم کردند. در نوامبر ۱۸۴۹، دریک درگیری ناچیز درسواحل جنوبی هائیتی نیروهای دومینیکن چندین روستا را تصرف کردند. این روستاها توسط مردم دومینیکن سوزانده شد.
در اواخر ۱۸۵۴، کشورهای اسپانیولی جنگ را مجدداً شروع کردند. دو کشتی جنگی کوچک دومینیکن یک رزم ناو هائیتی را تصرف کرد و در نوامبر ۱۸۵۵سلوک که خود را امپراتور دومینیکن می‌دانست قصد داشت جمهوری دومینیکن را گسترش دهد و مجدداً به همسایه اش تهاجم کرد. این بار با یک ارتش ۳۰٬۰۰۰ نفری که در سه ستون حرکت می‌کرد در مقابل نیروهای دومینیکن صف آرایی کرد ولی دومینیکن‌ها نشان دادند که نسبت به آنها برتری دارند چرا که آنها داشتند از خانه و سرزمینشان دفاع می‌کردند.